# Binti Jua
Binti Jua – gorylica nizinna, będąca jednym z okazów Brookfield Zoo w Brookfield, w stanie Illinois, na przedmieściach Chicago.
Binti Jua (w języku suahili: Córka Promienia Słonecznego) jest bratanicą słynnego goryla Koko. Jej matka nazywała się Lulu, zmarła 24 stycznia 2011, po przeniesieniu się z Bronx Zoo do Columbus Zoo. Ojciec Binti Jua ma na imię Sunshine.

## 16 sierpnia 1996
Jest najbardziej znana z wydarzenia mającego miejsce 16 sierpnia 1996 roku. Wtedy to, w Brookfield Zoo, kiedy do betonowej fosy otaczającej wybieg goryli wpadł trzyletni chłopczyk, Binti Jua natychmiast ruszyła w stronę nieprzytomnego dziecka, bardzo delikatnie podniosła go z ziemi i przeniosła do bramki, gdzie czekali już opiekunowie, w międzyczasie zanurzając jeszcze głowę chłopca w wodzie, chcąc go ocucić. Po tym Binti Jua zdobyła w Stanach Zjednoczonych olbrzymią popularność. Całe zajście nagrał jeden z widzów. Filmik pokazywany był w prawie wszystkich stacjach telewizyjnych.
Poszkodowany chłopiec po spędzeniu czterech dni w szpitalu wrócił do zdrowia. Przypadek z 1996 roku często podawany jest jako przykład empatii występującej u zwierząt.